# Neotheronia mandibularis
Neotheronia mandibularis är en stekelart som beskrevs av Krieger 1905. Neotheronia mandibularis ingår i släktet Neotheronia och familjen brokparasitsteklar. Inga underarter finns listade i Catalogue of Life.